# Сандра Гюллер
Са́ндра Гю́ллер (нім. Sandra Hüller; народилась 30 квітня 1978, Зуль, НДР) — німецька акторка, дебютувала в 1999 році. Найбільш відома роллю юної жертви екзорцизму Міхаели у фільмі «Реквієм», за яку була удостоєна Срібного ведмедя за кращу жіночу роль на Берлінському міжнародному кінофестивалі і номінована на Премію Європейської кіноакадемії кращій акторці. Членкиня журі 69-го «Берлінале» (2019)

## Життєпис
Сандра Гюллер народилася в місті Зуль, яке тоді входило до складу НДР. У дитинстві відвідувала театральний гурток. З 1996 по 2000 рік навчалася в Академії драматичного мистецтва імені Ернеста Буша. З 1999 по 2001 рік працювала в театрі міста Єна, потім протягом року — в театрі Лейпцига. Пізніше драматург Олівер Гельд порекомендував її в Театр Базеля, де вона грала до 2006 року.
У 2006 році виконала головну роль у фільмі «Реквієм». Її персонажка — дівчина Міхаела, загинула після проведення екзорцизму — була заснована на реальній історії німкені Аннелізи Міхель. Картина принесла акторці популярність і кілька престижних премій, в числі яких — Срібний ведмідь за кращу жіночу роль і вища кінопремія Німеччини Deutscher Filmpreis, а також відповідні нагороди деяких інших фестивалів.
У 2007—2010 роках вона з'явилася в головних ролях в картинах «Мадонни» і «Броунівський рух», а також втілила образ Ульріки Майнхоф в новелі Ніколетт Кребіц «Незакінчена» кіноальманаху «Німеччина 09». У 2012 і 2014 роках вона знову удостоювалася Deutscher Filmpreis за ролі у фільмах «Над нами тільки небо» і «Темний світ» відповідно.
Сандра Гюллер продовжувала брати участь в театральних постановках і після успіху в кінематографі. У різних театрах вона виконувала, зокрема, ролі Кортні Лав в постановці For Love і Єлизавети I в Virgin Queen. Після сезону 2012/2013 року вона була визнана театральними критиками журналу Theater heute акторкою року.

## Фільмографія
| Рік  |    | Українська назва                 | Оригінальна назва                  | Роль              |
| ---- | -- | -------------------------------- | ---------------------------------- | ----------------- |
| 1999 | ф  | Історія сонцестояння             | Midsommar Stories                  | Карен Вагнер      |
| 2006 | ф  | Реквієм                          | Requiem                            | Міхаела Клінглер  |
| 2006 | кф | Корови посміхаються очима        | Kühe lächeln mit den Augen         | Юлия              |
| 2007 | кф | Мадонни                          | Madonnen                           | Ріта              |
| 2008 | ф  | Безіменна — одна жінка в Берліні | Anonyma Eine Frau in Berlin        | Штеффі            |
| 2008 | кф | Де у цьому світі                 | Where in This World                |                   |
| 2008 | ф  | Архітектор                       | Der Architekt                      | Рея Вінтер        |
| 2009 | кф |                                  | Roentgen                           | Шарлотта          |
| 2009 | кф |                                  | Fliegen                            | Сара              |
| 2009 | ф  | Німеччина09                      | Deutschland 09                     | Ульріка Майнгоф   |
| 2009 | ф  |                                  | Fräulein Stinnes fährt um die Welt | Клеренора Штіннес |
| 2010 | ф  | Генріх Наваррський               | Henri 4                            | Катрін            |
| 2010 | тф |                                  | Aghet – Ein Völkermord             | Тасі Аткінсон     |
| 2010 | ф  | Броунівський рух                 | Brownian Movement                  | Шарлотта          |
| 2011 | ф  | Над нами тільки небо             | Über uns das All                   | Марта Забель      |
| 2011 | с  | Криміналіст                      | Der Kriminalist                    | Сонні             |
| 2012 | кф |                                  | Fluss                              | мати              |
| 2012 | кф |                                  | Strings                            | мати              |
| 2013 | ф  | Темний світ                      | Finsterworld                       | Франциска         |
| 2013 | с  | Піноккіо                         | Pinocchio                          | лиса              |
| 2014 | ф  | Забудь моє «Я»                   | Vergiss mein Ich                   | Фраука            |
| 2014 | с  | Телефон поліції — 110            | Polizeiruf 110                     | Карен Вагнер      |
| 2016 | ф  | Тоні Ердманн                     | Toni Erdmann                       | Інес Конраді      |
| 2017 | ф  | Відпадний препод 3               | Fack ju Göhte 3                    | Біґґі Енцберґер   |
| 2018 | ф  | Між рядами                       | In den Gängen                      | Маріон            |
| 2019 | ф  | Сібіл                            | Sibyl                              | Мікаела           |
| 2019 | ф  | Проксіма                         | Proxima                            | Венді Гауер       |
| 2020 | ф  | Вигнання                         | Exil                               | дружина Ксаффера  |
| 2021 | ф  | Мюнхен                           | Munich                             | Хелен Вінтер      |
| 2021 | ф  | Неідеальний чоловік              | Ich bin dein Mensch                | Емполі            |
| 2023 | ф  | Анатомія падіння                 | Anatomie d'une chute               | Сандра            |
| 2023 | ф  | Зона інтересів                   | The Zone of Interest               | Гедвіг Гьоос      |
| 2026 | ф  | Проєкт «Аве Марія»               | Project Hail Mary                  | Єва Стратт        |

## Нагороди та номінації
| Нагороди і номінації                    | Нагороди і номінації | Нагороди і номінації                    | Нагороди і номінації    | Нагороди і номінації |
| Нагорода                                | Рік                  | Категорія                               | Робота                  | Підсумок             |
| --------------------------------------- | -------------------- | --------------------------------------- | ----------------------- | -------------------- |
| Баварська кінопремія                    | 2006                 | Найкраща молода акторка                 | «Реквієм»               | Перемога             |
| Берлінський кінофестиваль               | 2006                 | Срібний ведмідь за найкращу жіночу роль | «Реквієм»               | Перемога             |
| Хлотрудіс                               | 2007                 | Найкраща акторка                        | «Реквієм»               | Номінація            |
| Премія Товариства кінокритиків Дубліна  | 2006                 | Найкраща акторка                        | «Реквієм»               | Номінація            |
| Премія Європейської кіноакадемії        | 2006                 | Найкраща акторка                        | «Реквієм»               | Номінація            |
| Deutscher Filmpreis                     | 2006                 | Найкраща жіноча роль                    | «Реквієм»               | Перемога             |
| Deutscher Filmpreis                     | 2012                 | Краща жіноча роль                       | «Над нами тільки небо»  | Номінація            |
| Deutscher Filmpreis                     | 2014                 | Краща жіноча роль другого плану         | «Темний світ»           | Перемога             |
| Премія асоціації німецьких кінокритиків | 2007                 | Найкраща акторка                        | «Реквієм»               | Перемога             |
| Премія асоціації німецьких кінокритиків | 2012                 | Найкраща акторка                        | «Над нами тільки небо»  | Перемога             |
| Кінофестиваль в Сіджесі                 | 2006                 | Найкраща акторка                        | «Реквієм»               | Перемога             |
| Кінофестиваль в Талліні                 | 2006                 | Найкраща акторка                        | «Реквієм»               | Перемога             |
| Премія «Ундіна»                         | 2006                 | Найкраща молодая акторка                | «Реквієм»               | Номінація            |
| Кінофестиваль в Мар-дель-Плата          | 2007                 | Найкраща акторка                        | «Мадонни»               | Перемога             |
| Grimme-Preis                            | 2013                 | Художній фільм                          | «Над нами тільки небо»  | Номінація            |
| Німецька телевізійна премія             | 2014                 | Найкраща акторка                        | «Телефон поліції — 110» | Номінація            |
| Премія Європейської кіноакадемії        | 2016                 | Найкраща акторка                        | «Тоні Ердманн»          | Перемога             |